# Harat (ö i Eritrea)
Harat är en ö i Eritrea.   Den ligger i regionen Södra rödahavsregionen, i den norra delen av landet, 100 km nordost om huvudstaden Asmara. Arean är 20,2 kvadratkilometer.
Terrängen på Harat är mycket platt. Öns högsta punkt är 10 meter över havet. Den sträcker sig 13,4 kilometer i nord-sydlig riktning, och 6,0 kilometer i öst-västlig riktning.